# Drept canonic
Dreptul canonic este alcătuit din norme juridice formulate de Biserica Catolică, care reglementează activitatea credincioșilor catolici în întreaga lume și relațiile în interiorul bisericii, precum și cele cu exteriorul. Nu trebuie confundat cu dreptul ecleziastic care este o ramură a dreptului care reglementează raporturile statului laic cu diferite confesiuni religioase. 
În esență constă în o suma de reguli: 
- care creează raporturile juridice canonice ce se referă la situația juridică a celui credincios în cadrul organismului social al Bisericii;
- care reglementează aceste relații;
- care organizează ierarhia organismelor ce alcătuiesc Biserica și le reglementează activitatea;
- care evaluează și reglementează comportamentul credincioșilor.